# Hugh Newall
Hugh Frank Newall, född den 21 juni 1857, död den 22 februari 1944, var en engelsk astrofysiker. Han var son till Robert Stirling Newall.
Newall blev 1885 assistent vid fysikaliska laboratoriet i Cambridge, 1889 astrofysiker vid observatoriet och 1909 professor vid universitetet. Med hjälp av en refraktor med 63 centimeters brännvidd gjorde Newall viktiga rön, som han nedlade i en del uppsatser. Åren 1907—1909 var han president i Royal Astronomical Society. Han var även direktor för det i Cambridge 1913 inrättade astrofysiska institutet, vars "Annals" (band III och IV) han utgav. Han lämnade sina poster i Cambridge 1928.